# Эффект Матильды
Эффект Матильды — это систематическое отрицание вклада женщин в науку, умаление значимости их работы и приписывание трудов женщин коллегам мужского пола. Этот эффект был впервые описан суфражисткой и аболиционисткой Матильдой Джослин Гейдж (1826—1898) в её эссе «Женщина как изобретательница». Термин «эффект Матильды» был введён в 1993 году историком науки Маргарет В. Росситер
Росситер даёт несколько примеров этого эффекта. Тротула Салернская, женщина-врач XII века из Италии, писала книги, которые после её смерти были отнесены к авторам мужского пола. Примеры, иллюстрирующие эффект Матильды в девятнадцатом и двадцатом веках включают случаи Нетти Стивенс, Марии Склодовской-Кюри, Лизы Мейтнер, Мариетты Блау, Розалинд Франклин и Джоселин Белл Бернелл.
Наряду с эффектом Матильды существует эффект Матфея, согласно которому выдающийся учёный часто получает больше признания, чем сравнительно неизвестный исследователь, даже если они писали работу совместно или их труды схожи.
Профессор Бен Баррес, нейробиолог из Медицинской школы Стэнфордского университета, который совершил трансгендерный переход в мужчину, рассказал о своих научных достижениях, которые воспринимались по-разному, в зависимости от его пола в то время.

## Исследования
Путём анализа более тысячи научных публикаций 1991—2005 годов было установлено, что учёные-мужчины чаще цитируют публикации авторов мужского пола, чем женщин. В 2012 году две исследовательницы из Университета Неймегена доказали, что в Нидерландах пол кандидатов на должность профессора влияет на их оценку. Аналогичные случаи описаны в итальянском исследовании, подтверждённом американскими и испанскими исследованиями.
Швейцарские исследователи установили, что средства массовой информации чаще обращаются к ученым-мужчинам с просьбой поучаствовать в выставках, чем к их коллегам-женщинам.
Американские учёные-мужчины по-прежнему получают больше признания и наград по сравнению с учеными-женщинами, несмотря на аналогичные достижения. Сейчас это различие уменьшается, оно было более выражено в 1990-х годах, чем в 2000-х.
То, что многие женщины подвержены эффекту Матильды, не означает, что они не могут получить заслуженного признания. Так, Мария Гёпперт-Майер была удостоена в 1963 году Нобелевской премии, хотя в течение нескольких лет она не работала из-за закона об анти-непотизме; её вклад всё равно был отмечен.

## Примеры
Примеры женщин, подвергшихся эффекту Матильды:
- Тротула Салернская (XII век) — итальянская женщина-врач, автор работ, которые после её смерти были приписаны авторам мужского пола. Враждебность к женщинам как учителям и врачам привела к отрицанию самого её существования. Сначала её работу приписывали мужу и сыну, далее, по мере передачи информации, монах перепутал её имя с мужским. Поэтому она не упоминается в «Словаре научной биографии»[12].
- Нетти Стивенс (1861—1912), первооткрывательница системы определения пола XY. Её критические исследования мучных червей впервые выявили, что пол организма определяется его хромосомами, а не экологическими или другими факторами. Стивенс сильно повлияла на переход научного сообщества к новой линии исследования: определению хромосомного пола[13]. Тем не менее, обычно это открытие приписывается Томасу Ханту Моргану, выдающемуся генетику того времени.[14] Несмотря на обширную работу Стивенс в области генетики, её вклад в работу Моргана часто игнорируется.[15]
- Мэри Уиттон Калкинс (1863—1930) — обучаясь Гарвардском университете, впервые предложила метод парных ассоциаций в психологии, который позже был использован Георгом Элиасом Мюллером и Эдвардом Б. Титченером без каких-либо ссылок на Калкинс.
- Герти Кори (1896—1957), биолог-лауреат Нобелевской премии, много лет проработала помощником мужа, несмотря на равную квалификацию, поскольку он был профессором.
- Розалинд Франклин (1920—1958) — сейчас её вклад в открытие структуры ДНК в 1953 году признан наиболее существенным. Во время открытия Фрэнсиса Крика и Джеймса Уотсона, за которое они получили Нобелевскую премию 1962 года, её работа не была должным образом учтена (хотя Уотсон описал решающее значение её вклада в своей книге 1968 года «Двойная спираль»).
- Март Готье (род. 1925) — теперь признана за существенный вклад в открытие хромосомной аномалии, которая вызывает Синдром Дауна, открытие, которое ранее относилось исключительно к Жерому Лежёну.
- Мариан Даймонд (род. 1926), работавшая в Калифорнийском университете в Беркли, экспериментально обнаружила феномен нейропластичности, который противоречил предыдущей неврологической догме. Когда её оригинальная статья 1964 года[16] должна была быть опубликована, она обнаружила, что имена её двух второстепенных соавторов, Дэвида Креча и Марка Розенцвейга, были помещены перед её именем (которое, кроме того, было помещено в круглые скобки). Она возразила, что выполнила основную работу, описанную в документе, и тогда её имя было поставлено на первое место (без круглых скобок). Инцидент описан в документальном фильме 2016 года My Love Affair with the Brain: The Life and Science of Dr. Marian Diamond.[17]
- Харриет Цукерман (род. 1937) — в результате эффекта Матильды Цукерман в качестве соавтора её концепции эффекта Матфея был приписан муж Роберт К. Мертон.[18]
- Программисты ЭНИАК (1946 г.) — несколько женщин внесли существенный вклад в проект, в том числе Адель Голдстайн, Кей МакНалити, Бетти Дженнингс, Бетти Снайдер, Мэрлин Мельцер, Фран Билас и Рут Тейтельбаум, но история ЭНИАК не включает эти вклады и больше ориентируется на аппаратные достижения, а не на достижения программного обеспечения. Более подробную информацию можно найти в эссе Дженнифер С. Лайт «When Computers Were Women»[19] и в документальном фильме 2014 года по проекту программистов ENIAC.
- Бен Баррес — трансгендерный мужчина-нейробиолог, который, поделившись своей работой как мужчина, получил несколько замечаний, сравнивающих его работу с работой его «сестры» (которая была им же до перехода), отмечающих, что работа его «сестры» была не такой удачной[20].

Примеры того, как учёные-мужчины поддерживали получение Нобелевской премии женщинами:
- В 1903 году Мария Склодовская-Кюри (1867—1934) была включена в список номинантов на Нобелевскую премию по физике только по требованию члена комитета Нобелевской премии, который был защитником женщин-учёных — шведского математика Магнуса Гёста Миттаг-Леффлера и её коллеги-лауреата, мужа Пьер Кюри. Мари была первой женщиной, получившей Нобелевскую премию. Тем не менее она так и не была допущена во Французскую Академию наук; её ученица, Маргарита Перей, стала первой женщиной, удостоенной этой чести, в 1962 году.
- В 1934 году Нобелевской премией по физиологии или медицине наградили Джорджа Уиппл, Джорджа Майнота и Уильяма Мерфи. Они поняли, что их коллега-женщина, Фрида Робшит-Роббинс, была исключена по причине пола. Однако Уиппл разделил призовые деньги с ней, поскольку он считал, что она заслуживает Нобелевскую премию, так как была соавтором почти всех публикаций Уиппла.
- В 1944 году Нобелевская премия по физике была отдана Отто Гану в качестве единственного получателя. Лиза Мейтнер работала с Ганом и заложила теоретические основы для ядерного деления (она придумала термин «деление ядра»). Мейтнер не была признана Комитетом Нобелевской премии, отчасти из-за её пола и отчасти из-за её преследуемого в нацистской Германии еврейского происхождения. Она была затронута Законом Реставрации профессиональной гражданской службы, который запрещал евреям занимать государственные должности, в том числе заниматься исследованиями. Первоначально её австрийское гражданство защищало её от преследований, но она бежала из Германии после гитлеровской аннексии Австрии в 1938 году.[21]
- В 1950 году Сесил Пауэлл получил Нобелевскую премию по физике за разработку фотографического метода изучения ядерных процессов и в результате открытия пиона (пи-мезона). Мариетта Блау занималась новаторской работой в этой области. Эрвин Шрёдингер выдвинул её на премию вместе с Гертой Вамбахер, но обе были исключены.[22]
- В 1956 году два американских физика Ли Чжэндао и Янг Чжэньнин предсказали нарушение закона о паритете в слабых взаимодействиях и предложили эксперимент для его проверки. В 1957 году Ву Цзяньсюн провела необходимый эксперимент в сотрудничестве с Национальным институтом стандартов и технологий и показала нарушение чётности в случае бета-распада. Нобелевская премия по физике в 1957 году была присуждена физикам-мужчинам, а Ву была опущена. В 1987 году она получила Премию Вольфа в знак признания её работы[23].
- В 1958 году Джошуа Ледерберг разделил Нобелевскую премию по физиологии и медицине с Джорджем Бидлом и Эдуардом Тейтемом. Микробиологи Джошуа Ледерберг и его жена Эстер Ледерберг вместе с Бидлом и Тейтемом разработали репликацию, способ передачи колоний бактерий из одной чашки Петри в другую, что жизненно важно для современного понимания устойчивости к антибиотикам.[14] Однако Эстер Ледерберг не была признана за свою работу над этим исследовательским проектом, хотя её вклад имел первостепенное значение для успешной реализации теории.[24] Кроме того, она не получила признания за обнаружение фага лямбда и за исследования по F-плазмиде, которые создали основу для будущих генетических и бактериальных исследований.[14][25]
- В конце 1960-х годов Джоселин Белл Бернелл (род. 1943) обнаружила первые радиопульсары. За это открытие в 1974 году Нобелевская премия по физике была присуждена её руководителю Энтони Хьюишу и Мартину Райлу, ссылаясь на новаторскую работу Хьюиша и Райла в области радиоастрофизики. Джоселин Бернелл была забыта. Студентка на степень доктора философии, во время своего открытия она чувствовала, что интеллектуальные усилия были в основном приложены её руководителем; но её исключение из Нобелевской премии подверглось критике со стороны нескольких выдающихся астрономов, включая Фреда Хойла. Иосиф Шкловский, получатель медали Кэтрин Брюс 1972 года, разыскал Белл на Генеральной Ассамблее Международного астрономического союза 1970 года, чтобы сказать ей: «Мисс Белл, вы сделали величайшее астрономическое открытие двадцатого века».

## В искусстве
«Эффект Матильды»: детская книга автора Элли Ирвинг, повествующая о девочке-изобретательнице Матильде, которая восстанавливает справедливость для своей бабушки Джосс Мур, сделавшей открытие в астрономии, но чьё открытие присвоил себе её руководитель, за что его планируют наградить Нобелевской премией.
«За стеной»: польский телевизионный фильм 1971 года режиссёра Кшиштофа Занусси с Майей Коморовской в роли Анны и Збигнева Запасевича в роли Яна. Два человека из соседних многоквартирных домов работают в академических кругах. Ян является доцентом; Анна, которая хотела бы сблизиться с ним, могла бы достичь сопоставимого академического ранга и, таким образом, добиться взаимной привязанности, если бы коллега-мужчина не присвоил себе заслуги её исследований.